# Quận Clay, Arkansas
Quận Clay là một quận thuộc tiểu bang Arkansas, Hoa Kỳ.
Quận này được đặt tên theo. Theo điều tra dân số của Cục điều tra dân số Hoa Kỳ năm 2000, quận có dân số 17.609 người. Quận lỵ đóng ở Corning và Piggott.6 Đây là quận cấm rượu hay quận khô.

## Địa lý
Theo Cục điều tra dân số Hoa Kỳ, quận có diện tích km2, trong đó có km2 là diện tích mặt nước.

### Các xa lộ chính
- U.S. Highway 49
- U.S. Highway 62
- U.S. Highway 67
- Highway 90
- Highway 119
- Highway 139

### Quận giáp ranh
- Quận Butler, Missouri (bắc)
- Quận Dunklin, Missouri (đông)
- Quận Greene (nam)
- Quận Randolph (tây)
- Quận Ripley, Missouri (tây bắc)

### Thành phố và Thị trấn
| - Corning - Datto - Greenway - Knobel | - McDougal - Nimmons - Peach Orchard | - Piggott - Pollard - Rector | - St. Francis - Scatterville - Success |

## Thông tin nhân khẩu

Tháp tuổi dân cư theo điều tra dân số năm 2000

Theo điều tra dân số 2 năm 2000, quận đã có 17.609 người, 7.417 hộ gia đình, và 5.073 gia đình sống trong quận hạt. Mật độ dân số là 28 người trên một dặm vuông (11/km ²). Có 8.498 đơn vị nhà ở với mật độ trung bình 13 trên một dặm vuông (5/km ²). Cơ cấu điểm chủng tộc của dân cư quận gồm có 98,08% người da trắng, 0,19% da đen hay Mỹ gốc Phi, 0,69% người Mỹ bản xứ, 0,08% ở châu Á, 0,15% từ các chủng tộc khác, và 0,81% từ hai hoặc nhiều chủng tộc. 0,80% dân số là người Hispanic hay Latino thuộc một chủng tộc nào.
Có 7.417 hộ, trong đó 28,30% có trẻ em dưới 18 tuổi sống chung với họ, 56,60% là đôi vợ chồng sống với nhau, 8,60% có một chủ hộ nữ và không có chồng, và 31,60% là các gia đình không. 28,40% hộ gia đình đã được tạo ra từ các cá nhân và 16,70% có người sống một mình 65 tuổi hoặc lớn tuổi hơn là người. Cỡ hộ trung bình là 2,35 và cỡ gia đình trung bình là 2,87.
Trong quận cơ cấu độ tuổi dân cư được trải ra với 23,10% dưới độ tuổi 18, 7,70% 18-24, 25,30% 25-44, 24,60% từ 45 đến 64, và 19,40% từ 65 tuổi trở lên người. Độ tuổi trung bình là 40 năm. Đối với mỗi 100 nữ có 93,50 nam giới. Đối với mỗi 100 nữ 18 tuổi trở lên, đã có 88,30 nam giới.
Thu nhập trung bình cho một hộ gia đình trong quận đã được $ 25.345, và thu nhập trung bình cho một gia đình là $ 32.558. Phái nam có thu nhập trung bình $ 24.375 so với 17.146 $ cho phái nức. Thu nhập bình quân đầu người là 14.512 USD. Có 13,40% gia đình và 17,50% dân số sống dưới mức nghèo khổ, bao gồm 21,20% những người dưới 18 tuổi và 22,70% của những người 65 tuổi hoặc hơn